# Шихани-2
Шихани-2 (рос. Шиханы-2) — селище у Вольському районі Саратовської області Російської Федерації.
Населення становить близько 6 тисяч осіб. Орган місцевого самоврядування — місто Вольськ.

## Історія
Населений пункт розташований у межах українського історичного та культурного регіону Жовтий Клин.
Від 23 липня 1928 року в складі Вольського округу Нижньо-Волзького краю. Орган місцевого самоврядування від 2004 року — місто Вольськ.